# サルサカルーソ

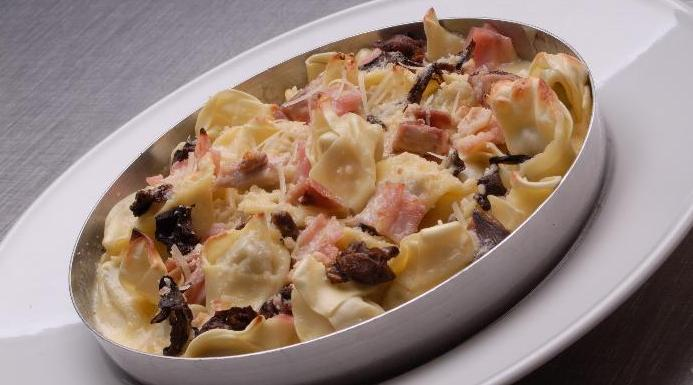
カペレッティ・アッラ・サルーソの例

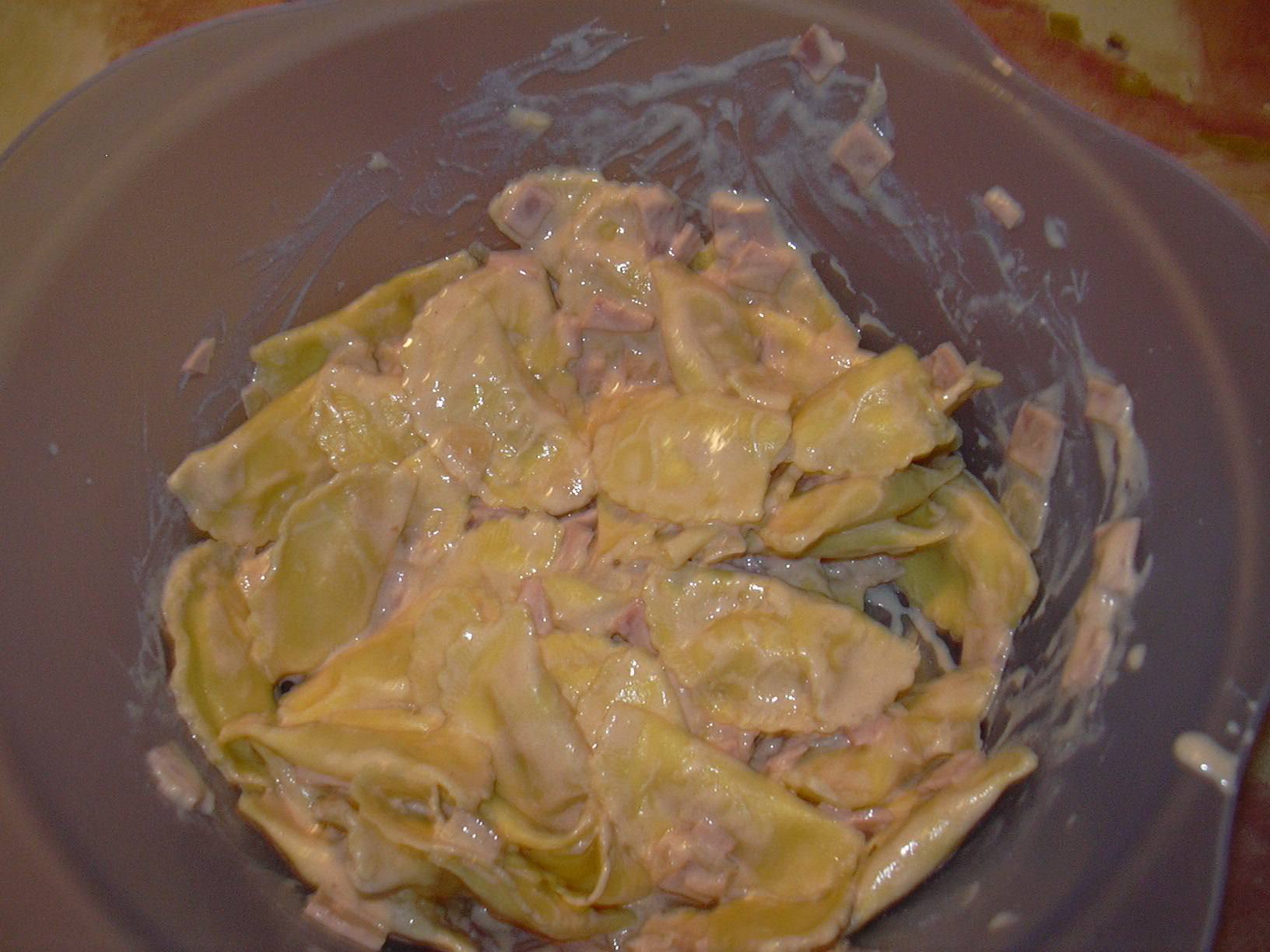
トルテリーニ・アッラ・サルーソの例

サルサカルーソ（イタリア語: Salsa alla Caruso、英語: salsa Caruso、英語: Caruso sauce）はウルグアイで考案されたソース。生クリーム、タマネギ、キノコ、ハム、肉で作られる。名称はテノール歌手のエンリコ・カルーソーに由来する。
イタリア料理を元にした新しい料理として考案された。
イタリア・ナポリ出身のテノール歌手エンリコ・カルーソーは1910年代に南米で人気を博して、ウルグアイを訪問したこともあり、カルーソーに敬意を表して命名されたものである。
ウルグアイの首都モンテビデオのレストラン「Mario y Alberto」のRaymundo Montによって1950年代に考案されたとされる。ベシャメルソースのバリエーションとして考案されたが、風味は異なる。
ウルグアイでは食文化としてサルサカルーソを重視しており、ウルグアイ美食協会（Associazione uruguaiana di gastronomia）はウルグアイ全土にサルサカルーソを推奨するよう活動している。
ウルグアイのみならず、ブラジルやアルゼンチンでも人気があるソースで、ブエノスアイレスでサルサカルーソを用いたメニューを提供するレストランも珍しくはない。

## 使用したパスタの例
あらゆるパスタに適すると言われるソースであるが、特にラビオリのように詰め物をしたパスタ、トルテリーニやカペレッティが合うとされる。